# Давыдов, Михаил Абрамович
Михаи́л Абра́мович Давы́дов (род. 1954) — советский и российский историк, специалист в области экономической истории России. Доктор исторических наук (2004), профессор Школы исторических наук Высшей школы экономики.

## Биография
В 1973—1975 годы — старший воздушный стрелок-радист на Ту-16 (в/ч 30185 и в/ч 74386), в 1976—1978 годы — бортрадист-испытатель III класса в НПО «Взлет».
В 1981 году окончил с отличием исторический факультет МГУ имени М. В. Ломоносова.
В 1986 году защитил кандидатскую диссертацию «Монополия и конкуренция в сахарной промышленности России начала XX в.».
В 2004 году защитил докторскую диссертацию «Рынок и рыночные связи России в конце XIX — начале XX вв. (Источниковедческое исследование)».
В 1985—1987 годах — учитель истории в московской средней школе № 274. С 1988 по 2011 год преподавал в Российском государственном гуманитарном университете, где с 2005 года был профессором.
В 2011—2015 годах — ведущий научный сотрудник Института экономики РАН. В 2013 году был приглашённым профессором Цзилиньского университета в Китае. С 2012 года — профессор Школы исторических наук Высшей школы экономики.
Область научных интересов — политическая и военная история России конца XVIII — начала XX века (до 1917 г.), социально-экономическая история пореформенной России.
Лауреат премии Егора Гайдара 2017 года в номинации «За выдающийся вклад в развитие исторической науки в России» за книгу «Двадцать лет до Великой войны. Российская модернизация Витте — Столыпина».
Член международной ассоциации «История и компьютер».

## Научные труды
Монографии
- Давыдов М. А. Оппозиция Его Величества. — Геттинген: 1994. (переизд.: М. : РГГУ, 1994; М.: ЗебраЕ, 2005, 2007). — 350 с. — ISBN 5-94663-197-7.
- Давыдов М. А. Очерки аграрной истории России в конце XIX — начале XX вв. — М. : РГГУ, 2003. — 565 с. — ISBN 5-7281-0338-8.
- Давыдов М. А. Всероссийский рынок в конце XIX — начале XX вв. и железнодорожная статистика. — СПб.: Алетейя, 2010. — 830 с. — ISBN 978-5-91419-056-6.
- Давыдов М. А. 20 лет до Великой войны. Российская модернизация Витте — Столыпина. — СПб. : Алетейя, 2016. — 1080 с. — ISBN 978-5-906705-04-4.
- Давыдов М. А. Всероссийский рынок в конце XIX — начале XX вв. и железнодорожная статистика. Издание второе, дополненное. — СПб. : Алетейя, 2019. — 1004 с. — ISBN 978-5-91419-056-6.
- Давыдов М. А. Теорема Столыпина. — СПб. : Алетейя, 2022. — 838 с. — ISBN 978-5-00165-433-9.
- Давыдов М. А. Цена утопии. История российской модернизации. — М. : Новое литературное обозрение, 2022. — 536 с. — ISBN 978-5-4448-1838-1.

Статьи
- Об уровне потребления в России в конце XIX — начале XX вв.(к полемике Б. Н. Миронова и С. А. Нефедова)
- Осторожнее со статистикой // Вопросы истории, 2011 № 3.
- Раскрепощенное сознание в крепостнической стране (К проблеме мировоззрения М. С. Воронцова) // Исторический журнал: научные исследования. 2012, № 3. (в соавт. с С. А. Фокиным).
- О радикальных реформах в крепостнической стране // Реформы и реформаторы в России: к 150-летию Великих реформ. Материалы XVI Всероссийской науч.-теор.конф. Москва, РУДН, 17-18 мая 2012.
- О проблеме крестьянских платежей в конце XIX — начале XX вв. // Экономические реформы: уроки истории (История мировой экономики, вып.2). Сборник статей. М.: Институт экономики РАН. 2013.
- Крепостническое мышление пореформенного общества и уравнительно- передельная община (к постановке проблемы) // Вестник РУДН. Серия История России. 2013, № 1.
- Доказательство от противного: первые 9 месяцев сухого закона 1914 г. // Исторический журнал: научные исследования. 2014.
- К проблеме землеустройства в странах Западной Европы и в России. // Экономические реформы в России за рубежом (История мировой экономики, вып.3). М., Институт экономики РАН. 2014.
- «Война и мир» Л. Н. Толстого как парадокс исторической памяти // «Войны и военные конфликты в истории России: к 70-летию Великой победы». Материалы XIX Всерос. науч.-теор. конф. М., РУДН. 2015.
- Личное и групповое землеустройство в ходе Столыпинской аграрной реформы (1907—1915 гг.) // Российская история. 2015, № 3.
- Граф А. А. Закревский — военный и государственный деятель // Граф Закревский. Генерал-губернатор Москвы и житель Тосканы. М., Старая Басманная. 2015
- Земля и подать в пореформенной России: зависели ли платежи и недоимки от площади крестьянских наделов? // Экономическая история: Ежегодник. 2014/2015. М., ИРИ РАН. 2016.
- Аграрная реформа А. А. Столыпина. Основные направления и историческое значение // Уральский исторический вестник. 2020. — № 1 (66). — С. 27-36. — doi: 10.30759/1728-9718-2020-1(66)-27-36
- О проблемах российской модернизации // Российская история. — 2018. — № 3. — С. 33—44.
- Давыдов М. А. Модернизация Витте/Столыпина: модернизация вопреки? // Проблемы реформирования России на рубеже XIX-XX вв.: сборник статей / ред. Э. О. Сагинадзе. — СПб. : Издательство Европейского университета в Санкт-Петербурге, 2018. — С. 105—148. — ISBN 978-5-94380-251-5.
- Давыдов М. А. К предварительным итогам аграрной реформы Столыпина // Российская Империя между реформами и революциями, 1906—1916. Коллективная монография / ред.: А. И. Миллер и К. А. Соловьев. — М. : Квадрига, 2021. — С. 391—452. — 789 с. — ISBN 978-5-91791-383-4.